# Bittacus hageni
Bittacus hageni ist eine der beiden in Mitteleuropa heimischen Arten der Familie der Mückenhafte (Bittacidae). Die räuberisch lebende Art ist in Europa weit verbreitet, aber überall sehr selten.

## Merkmale
Bittacus hageni erreicht eine Körperlänge von etwa 20 Millimeter (Vorderflügellänge 17 bis 20 Millimeter) und ist zart gebaut mit langen Beinen. Dies erinnert im Habitus an eine Schnake (Diptera, Familie Tipulidae). Wie typisch für die Schnabelfliegen, sind die Mundwerkzeuge auf der Unterseite des Kopfes in einen stark verlängerten, langen „Schnabel“ ausgezogen. Die Tiere sind recht einheitlich hell ockergelb gefärbt. Der langgestreckte Hinterleib ist gegen die Spitze hin vom vierten (beim Männchen vom fünften) Segment an deutlich verbreitert. Auch die Flügel sind ockergelb getönt mit gelben bis gelbbraunen Längsadern. In der Mitte der Vorderflügel ist eine Queraderreihe auffallend dunkel getönt, die folgenden wirken durch einen grauen Randsaum ebenfalls verdunkelt. Bittacus hageni ist von der zweiten europäischen Art Bittacus italicus an der helleren Färbung des Rumpfes und den fehlenden schwarzen Dornen an den Hüften unterscheidbar. Außerdem ist das Flügelmal kleiner und weniger scharf umrissen. Eine sichere Artbestimmung ist vor allem anhand der männlichen Begattungsorgane möglich.

## Verbreitung
Die Gattung Bittacus umfasst 124 Arten, von denen in Europa nur zwei vorkommen, von diesen ist Bittacus hageni die weitaus seltenere. Die wenigen Funde verteilen sich aber über große Teile Europas. Typuslokalität ist der Waschberg bei Stockerau, Österreich, außerdem wurde sie vom Erstbeschreiber im selben Jahr im Wiener Prater gefunden. In den darauffolgenden mehr als 100 Jahren ist kein zweiter Nachweis geglückt. Nachweise liegen aus Frankreich, Slowenien, Tschechien, Ungarn und Polen vor. In Deutschland wurde die Art, nach über 100 Jahren ohne Nachweise, mit einem Fund nördlich des Harzes im Jahr 2003 nachgewiesen.
Bei einer Freilandexkursion der Universität Leipzig im Juli 2021 in der Burgaue, einem Teil des Leipziger Auwalds, identifizierte die Doktorandin am Institut für Biologie Lisa Hahn ein von der Studentin Sophie Locke zufällig gefundenes Exemplar von Bittacus hageni. Daraufhin wurden gleich mehrere gefangen und als zu dieser Art zugehörig identifiziert. Es handelt sich dabei um den Erstnachweis für Sachsen und den östlichen Teil Deutschlands. Der Fund soll den ersten genetischen Fingerabdruck der Art liefern, der anschließend diese Art auch in DNA-Datenbanken für die Forschung zugänglich machen soll.

## Lebensweise
Die Art hält sich in Ruhestellung mit ihren langen Vorderbeinen an Pflanzen fest und lässt den Körper senkrecht herunterhängen. Im Flug fängt sie mit den langen, am Ende der Tibien mit langen Spornen versehenen Beinen Insekten, insbesondere Mückenarten. Nach einigen Beobachtungen soll sie auch im Flug Spinnen aus deren Netz reißen. Die Art ruht am Tage und ist dämmerungs- und nachtaktiv. Als Fundorte werden vor allem wärmebegünstigte Waldränder angegeben.
Mückenhafte sollen ihre Eier ohne besondere Brutpflege einfach einzeln zu Boden fallen lassen. Die Larven leben am Waldboden auf der Bodenoberfläche. Über das Larvalstadium der Art ist wenig bekannt. Andere Arten der Gattung nahmen im Labor sowohl tierische Nahrung, wie auch weichere pflanzliche an.